# Rose McConnell Long
Rose McConnell Long (ur. 8 kwietnia 1892 w Greensburg, Indiana, zm. 27 maja 1970 w Boulder, Kolorado) była żoną znanego i kontrowersyjnego demokratycznego polityka amerykańskiego Hueya P. Longa, który w latach 1928–1932 piastował urząd gubernatora południowego stanu Luizjana i Senatora (1932–1935).
Rose McConnell urodziła się w Greensburg w hrabstwie Decatur w Indianie w rodzinie pochodzenia irlandzkiego. Przeprowadziła się wraz z rodzicami do Shreveport w Luizjanie w roku 1901, gdzie ukończyła szkoły publiczne. Następnie pracowała jako domowa nauczycielka, kiedy w roku 1913 poślubiła Hueya Longa.
Jej mąż miał zamiar podczas wyborów w 1936 roku ubiegać się o stanowisko prezydenta przeciwko urzędującemu Franklinowi Delano Rooseveltowi, ale zmarł dnia 10 września 1935, dwa dni po otrzymaniu śmiertelnego postrzału podczas przemówienia na stopniach stanowego Kapitolu w Baton Rouge.
Gubernator Luizjany James A. Noe korzystając ze swoich uprawnień mianował wdowę po zamordowanym senatorze, czyli Rose McConnell Long, na wakujące po nim miejsce do czasu przeprowadzenia przedterminowych wyborów. Rose zasiadła, tak jak jej zmarły mąż jako demokratka, w Senacie dnia 31 stycznia 1936, a 21 kwietnia wygrała owe przedterminowe wybory na kadencję kończącą się w początkach roku następnego. Nie ubiegała się o własną, sześcioletnią kadencję i 3 stycznia 1937 ustąpiła miejsce innemu demokracie, Allenowi J. Ellenderowi. Była trzecią kobietą zasiadającą w Senacie USA.
Po zakończeniu swej krótkiej kadencji Rose wycofała się całkowicie z działalności publicznej. Zmarła w Boulder w Kolorado i została pochowana na Forrest Park Cemetery w Shreveport.
Syn Rose i Hueya, Russell B. Long, także zasiadał w Senacie w latach 1948–1987.